# Tanoten
Tanoten (Tanotenne; Lheit Lit'en Nation) /people a short distance to the north,/ banda Carrier ili Takulli Indijanaca kod utoke Stuarta u Fraser, u kanadskoj provinciji Britanska Kolumbija. Lovišta su im se protezala istočno od Frasera sve do Rocky i Caribou Mountainsa. Glavno naselje bilo im je Leitli, a drugo, Chinlak, uništili su Chilcotin Indijanci. 
Tanotenne-populacija iznosila je 130 (1892); 124 (1909), a danas su poznati pod imenom Fort George band. Ostali nazivi: Tsatsuotin, Tsatsnótin, Aunghim. 